# 54. п. н. е.

## Догађаји
- Друга Цезарова инвазија на Британију: Након што је војнички сломио отпор бритских племена и натерао краља Касивелауна на предају, Цезар инсталира Мандубрација као клијентског краља.
- Марко Лициније Крас долази у Сирију као римски проконзул и покреће инвазију на Партско царство, започињући Римско-персијске ратове који ће трајати скоро седам векова.
- Смрт Јулије, Цезарове ћерке и Помпејеве супруге, означава почетак распада Првог тријумвирата.
- Галски рат: Амбиорикс започиње нову побуну галских племена против Римљана.